# HD 36223
HD 36223 — тройная звезда в созвездии Голубя на расстоянии приблизительно 119 световых лет (около 36,6 парсек) от Солнца.
Вокруг звезды обращается, как минимум, одна планета.

## Характеристики
Первый компонент (HD 36223) — оранжевый карлик спектрального класса K0, или K2V. Визуальная звёздная величина звезды — +9,21m. Масса — около 0,73 солнечной, радиус — около 0,741 солнечного, светимость — около 0,291 солнечной. Эффективная температура — около 4816 K.
Второй компонент (UCAC4 254-006438) — оранжево-жёлтая звезда спектрального класса K-G. Визуальная звёздная величина звезды — +13,1m. Радиус — около 2,34 солнечного, светимость — около 3,308 солнечной. Эффективная температура — около 5086 K. Удалён на 7,5 угловой секунды.
Третий компонент (TOI-2459) — оранжевый карлик спектрального класса K7V, или K7, или K8V. Визуальная звёздная величина звезды — +10,77m. Масса — около 0,637 солнечной, радиус — около 0,658 солнечного, светимость — около 0,12 солнечной. Эффективная температура — около 4189 K. Орбитальный период — около 162705 лет. Удалён на 72,4 угловой секунды (в среднем около 2652 а.е.).

## Планетная система
В 2019 году группой астрономов, работающих в рамках программы TESS, было объявлено об открытии планеты TOI-2459 Bb.
В 2019 году учёными, анализирующими данные проектов HIPPARCOS и Gaia, у звезды обнаружена планета HIP 25627 d.